# Irene Pacheco
Irene Pacheco est un boxeur colombien né le 26 mars 1971 à San Juan de Uraba.

## Carrière
Passé professionnel en 1993, il remporte le titre vacant de champion du monde des poids mouches IBF le 10 avril 1999 après sa victoire par arrêt de l'arbitre au 9e round contre Luis Cox Coronado. Pacheco conserve son titre à six reprises puis s'incline face à l'arménien Vic Darchinyan le 16 décembre 2004. Il mettra un terme à sa carrière de boxeur en 2007 sur un bilan de 33 victoires et 2 défaites.

## Référence
1. ↑  (en) 1999-04-10 : Irene Pacheco 111½ lbs beat Luis Cox Coronado 110¾ lbs by TKO at 1:25 in round 9 of 12  (boxrec.com)